# Se Eu Tivesse Um Milhão
If I Had a Million (br/pt Se Eu Tivesse Um Milhão) é um filme estadunidense de 1932, do gênero comédia dramática, dirigido por Ernst Lubitsch, Norman Taurog, Stephen Roberts, Norman Z. McLeod, James Cruze, William A. Seiter e H. Bruce Humberstone. O filme é composto por oito episódios, com um tênue fio condutor. Cada diretor se encarregou de um segmento, à exceção de Stephen Roberts e Norman Z. McLeod, que dirigiram dois e Norman Taurog, que se encarregou do prólogo e do epílogo. Os episódios mais memoráveis são Violet, de Stephen Roberts, The Clerk, de Ernst Lubitsch, e Road Hogs, de Norman Z. McLeod.

## Sinopse
John Glidden (Richard Bennett), um milionário excêntrico, sente que vai morrer. Como não tenciona deixar a fortuna para seus vorazes parentes, abre uma lista telefônica e escolhe, ao acaso, oito pessoas para receber um milhão de dólares cada uma.
Os episódio mostram o que a súbita fortuna significou para as vidas de cada um dos personagens.

## Os episódios e seus protagonistas
| Episódio/Diretor                    | Ator/Atriz                          | Personagem                       |
| ----------------------------------- | ----------------------------------- | -------------------------------- |
| China Shop Norman Z. McLeod         | Charles Ruggles Mary Boland         | Henry Peabody Sra. Peabody       |
| Violet Stephen Roberts              | Wynne Gibson                        | Violet Smith                     |
| The Forger H. Bruce Humberstone     | George Raft                         | Eddie Jackson                    |
| Road Hogs Norman Z. McLeod          | Alison Skipworth W.C. Fields        | Emily La Rue Rollo La Rue        |
| Death Cell James Cruze              | Gene Raymond Frances Dee            | John Wallace Mary Wallace        |
| The Clerk Ernst Lubitsch            | Charles Laughton                    | Phineas V. Lambert               |
| The Three Marines William A. Seiter | Gary Cooper Jack Oakie Roscoe Karns | Steve Gallagher Mulligan O'Brien |
| Grandma Stephen Roberts             | May Robson                          | Mary Walker                      |